# Тюменский автобус
ТюменьГорТранс — система общественного транспорта города Тюмени. Система открыта в 1920-х годах.
Для транспортного обслуживания населения на территории города Тюмени действует сеть автобусных маршрутов, включающая в себя 133 
маршрута общей протяжённостью 2131,8 км, в том числе 86
городских и 47 пригородных.

## Маршутная сеть

### Городские маршруты
№1 «Улица Энтузиастов - Школа №73»
№1д «Улица Энтузиастов - Аэропорт Рощино»
№1к «Улица Энтузиастов - Железнодорожный Вокзал»
№2 «Посёлок Док - Улица Таллинская»
№2к «Поселок Док - Улица Таллинская»
№3 «Центральный Рынок 2 - жилой район "Преображенский"
№4 «Центральный Рынок 3 - посёлок ММС"
№4д «Центральный Рынок 3 - улица Электросетей» 
№5 «Деревня Матмасы - Южный Микрарайон»
№6 «Жилой комплекс "Апрель" - Садоводческое общество "Степное"»
№7 «Улица Энтузиастов - Улица Прокопия Артамонова»
№8 «Улица Таллинская - Деревня Матмасы»

### Изменения
С 14 мая 2014 года закрывается маршрут № 16 «Посёлок РТС — Улица Энтузиастов».
С 16 мая 2014 года закрывается маршрут № 35 «Автовокзал — Аэропорт „Рощино“» по причине низкого пассажиропотока.
В июле 2014 года открыт маршрут № 42 «Центральный рынок — Таллинская улица».
В сентябре 2014 года открыты маршруты № 59 и 63:
- № 59 «Таллинская улица — Городская улица» следует из восточной части города по Широтной улице и улице Николая Чаплина на Московский тракт. По нему курсируют десять 70-местных автобусов с интервалом движения в 12 минут. Конечный остановочный пункт маршрута расположен в жилом районе Войновка, где оборудована самая большая и удобная площадка для стоянки автобусов в этой части Тюмени.
- № 63 «Завод медоборудования — Тараскуль» — соединил посёлок и расположенный неподалёку санаторий с Червишевским трактом и центром Тюмени. Четыре автобуса, рассчитанные на 70 мест каждый, приходят на остановки с интервалом в 45 минут.

С 21 сентября 2014 года прекращает работу маршрут № 87. Закрытие маршрута связано с расселением посёлка Новорощино.
С 3 ноября 2014 года в Тюмени открывается два новых автобусных маршрута через улицу Менделеева:
- № 73 пролегает из восточной части города к железнодорожному вокзалу через улице Менделеева в прямом и обратном направлениях. Он рассчитан на 10 автобусов малой вместимости, которые будут двигаться с интервалом в 15—20 минут.
- № 88 «Матмасы — ул. Дмитрия Менделеева» пойдёт через мост по Профсоюзной улице и улицу 50 лет ВЛКСМ, прежде не охваченную общественным транспортом. Здесь будут работать 12 автобусов вместимостью 70 мест каждый. Интервал движения составит от 15 до 22 минут в зависимости от времени дня.

С 15 декабря 2014 года Департамент дорожной инфраструктуры г. Тюмени закрыл маршрут № 75 «пос. Тарманы — Рабочий посёлок». Закрытие связано с низким пассажиропотоком, однако, на самом деле перевозчик не выставлял нужное количество подвижного состава.
Следующие маршруты были закрыты с 2015 года, официально — по причине низкого пассажиропотока:
- № 41 «Центральный рынок — Аэропорт „Плеханово“»[источник не указан 949 дней]
- № 56 «с/о Русское поле — ул. Николая Семёнова»[9]
- № 61 «Матмасы — 3-й микрорайон»[источник не указан 949 дней]

2 марта 2015 в Тюмени открылись два новых автобусных маршрута: № 8 «СК Здоровье — Таллинская улица» и № 60 «Городская ул. — Нефтегазовый университет»:
- № 8 следует из заречной части города по мосту Профсоюзной ул. в восточные районы Тюмени. Часть его пути проходит по новой развязке на улице Монтажников, таким образом обеспечивая пассажирам альтернативный маршрут движения через Транссибирскую магистраль.
- № 60 также создавался по просьбам пассажиров — жителей Московского тракта и района магазина «Маяк». Часть пути до остановки «Нефтегазовый университет» автобусы № 60 преодолевают по ул. 50 лет ВЛКСМ, где на данный момент не проходят маршруты общественного транспорта. По маршруту курсируют семь вместительных автобусов ТПАТП № 1, с интервалом в 20 минут. Ежедневно работают 12 автобусов ТПАТП № 2 вместимостью 70 мест каждый. Интервал движения составляет около 15 минут.

Закрывается садоводческий маршрут № 154 «с/о Русское поле — Центральный рынок». Маршрут признан убыточным и нецелесообразным, так как до Русского поля можно уехать на маршрутах № 51 и 77.
Маршрут № 8 продлён до деревни Матмасы.
Маршрут № 91 продлён до остановки «Многопрофильный клинический центр».
Маршруты № 7 и 50 продлеваются к новым жилым комплексам: Юбилейный, Суходольский, Ямальский и Видный.
Маршрут № 53 продлён до Автобазы № 100 (пос. Мыс) по новому мосту через Туру.
1 августа 2021 года был запущен новый маршрут № 28 «ул. Дамбовская — ул. Восточная».
1 ноября 2024 года был запущен новый маршрут № 38 «Дом Обороны — с/о Звенящие кедры»

## Оплата проезда
В настоящий (с 1 января 2025 года) момент стоимость проезда в автобусах и маршрутных такси — 32 ₽ (при безналичном расчёте — 31 ₽). Проезд можно оплатить наличными, банковской картой или транспортной картой.

## Прогноз прибытия транспортных средств
С 19 июня 2013 года в Тюмени в тестовом режиме действует сервис прогнозирования прибытия маршрутных транспортных средств. Прогноз можно получить на официальном сайте МКУ «Тюменьгортранс» в разделе «Расписание» (кнопка «Прогноз» при просмотре расписаний), либо при просмотре схем маршрутов на карте, открыв окно информации об остановке. Так же прогноз можно получить, используя SMS-сервис МКУ «Тюменьгортранс», а также скачав бесплатное мобильное приложение «Тюменский Транспорт» для платформы Android и iOS разработанное МКУ «Тюменьгортранс».

## Подвижной состав
- ЛиАЗ-5292
- ПАЗ "Citymax" 9
- ЛиАЗ-6213
- ГАЗ-A64R45 Next
- ПАЗ-320435-04 "Vector Next"
- Yutong ZK6852HG
- ПАЗ-320402-04
- ПАЗ-320302-12
- Yutong ZK6116HG
- Yutong ZK6890HGQ
- Zhong Tong LCK6105HGC Fashion
- Volgabus-5270.GH
- Zhong Tong LCK6125HGAN
- Нижегородец-FST613 (FIAT Ducato)
- Hyundai County Kuzbas HDU2
- ПАЗ-320414-14 "Вектор"
- Ford Transit FBD [RUS] (Z6F.ESG.)
- Нижегородец-VSN700 (IVECO)